# Phyllodes maligera
Phyllodes maligera är en fjärilsart som beskrevs av Butler 1883. Phyllodes maligera ingår i släktet Phyllodes och familjen nattflyn. Inga underarter finns listade i Catalogue of Life.